# Jabłów
Jabłów je vesnice v polském Dolnoslezském vojvodství nacházející se Kamiennou Górou a Valbřichem. Má podlouhlý charakter, jejím středem od severu k jihu prochází silnice číslo 376. Uprostřed vsi se nachází kostel, hřbitov a fotbalové hřiště.

## Galerie

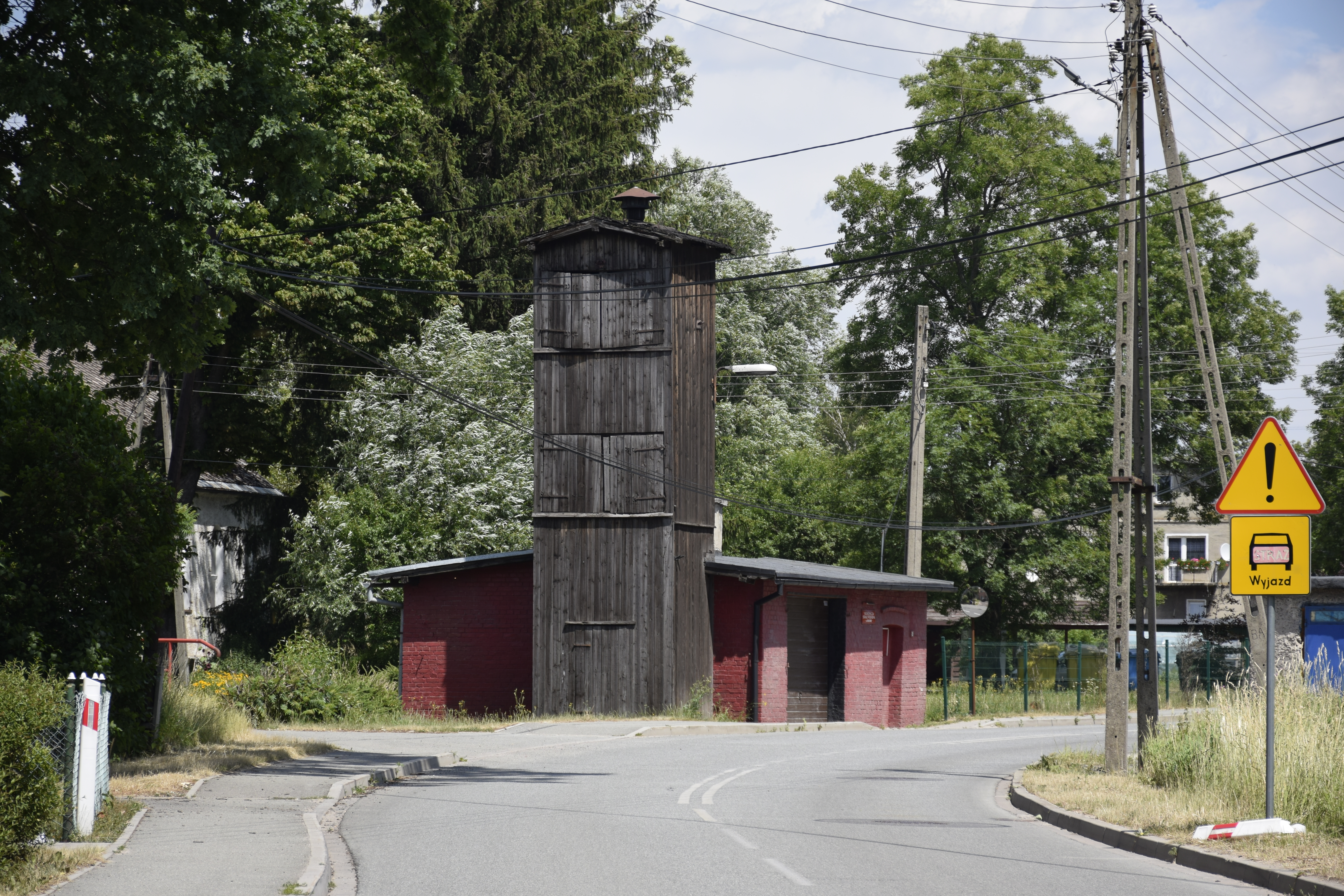
Požární zbrojnice
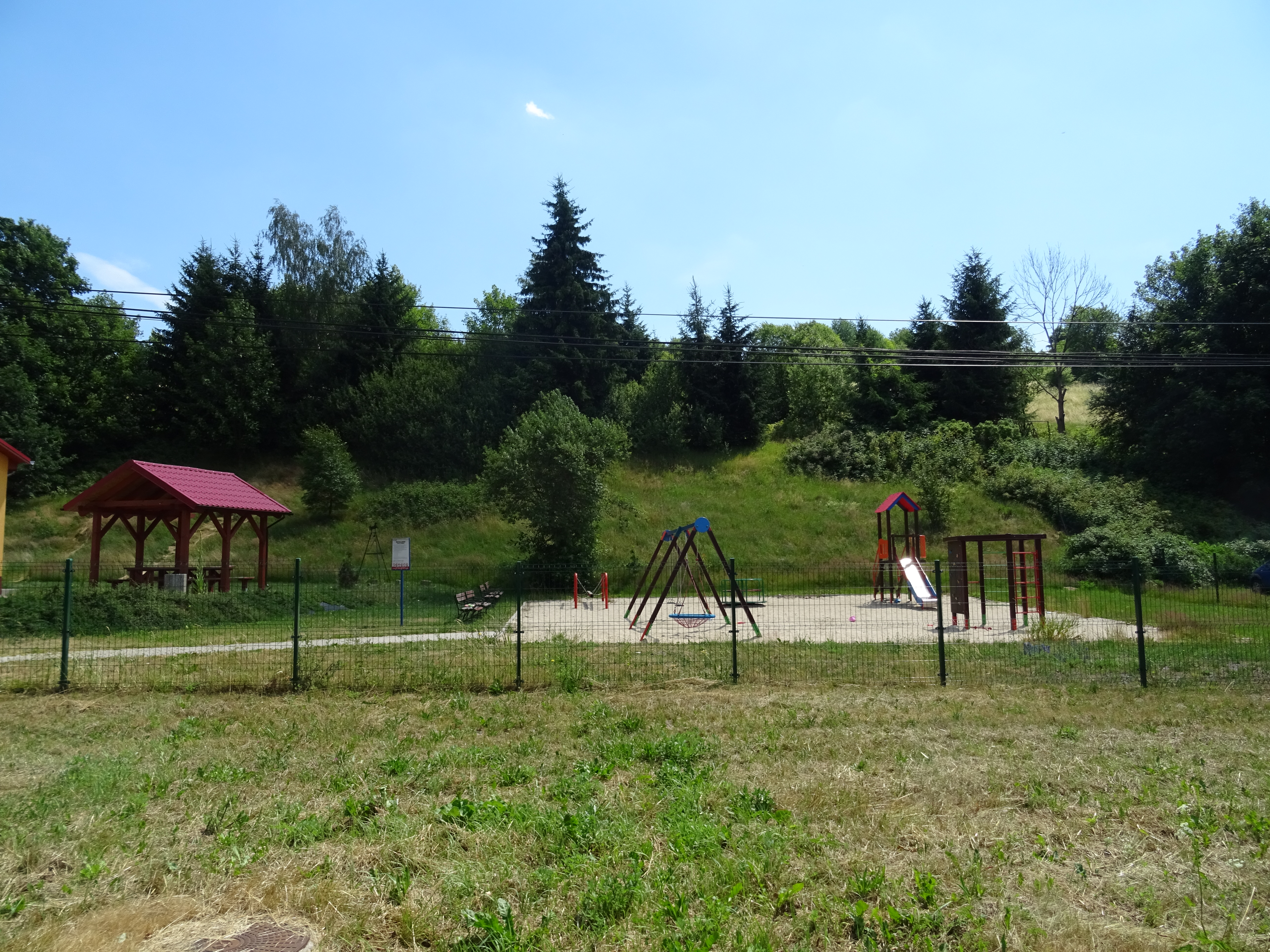
Dětské hřiště
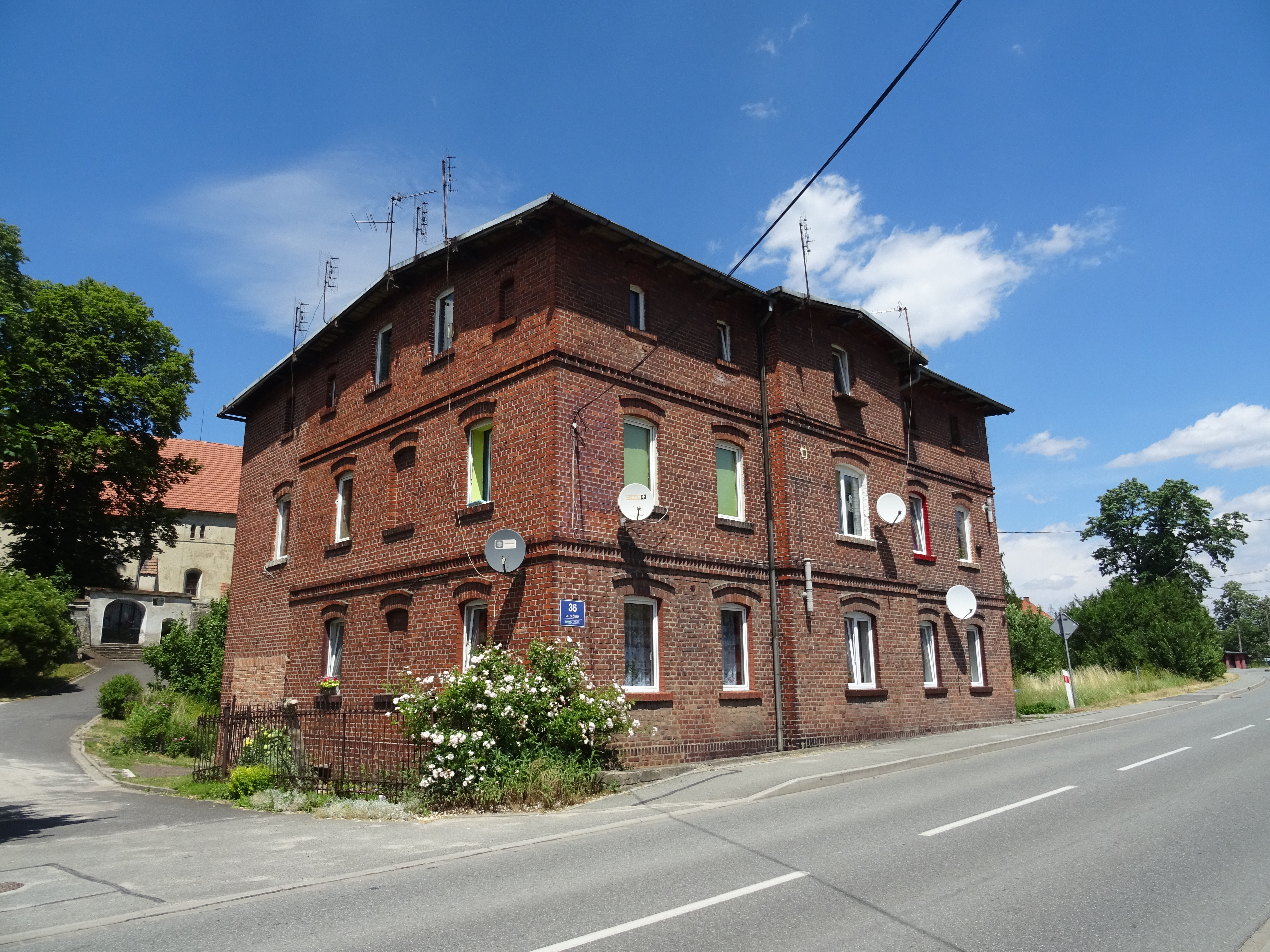
Cihlový dům u kostela
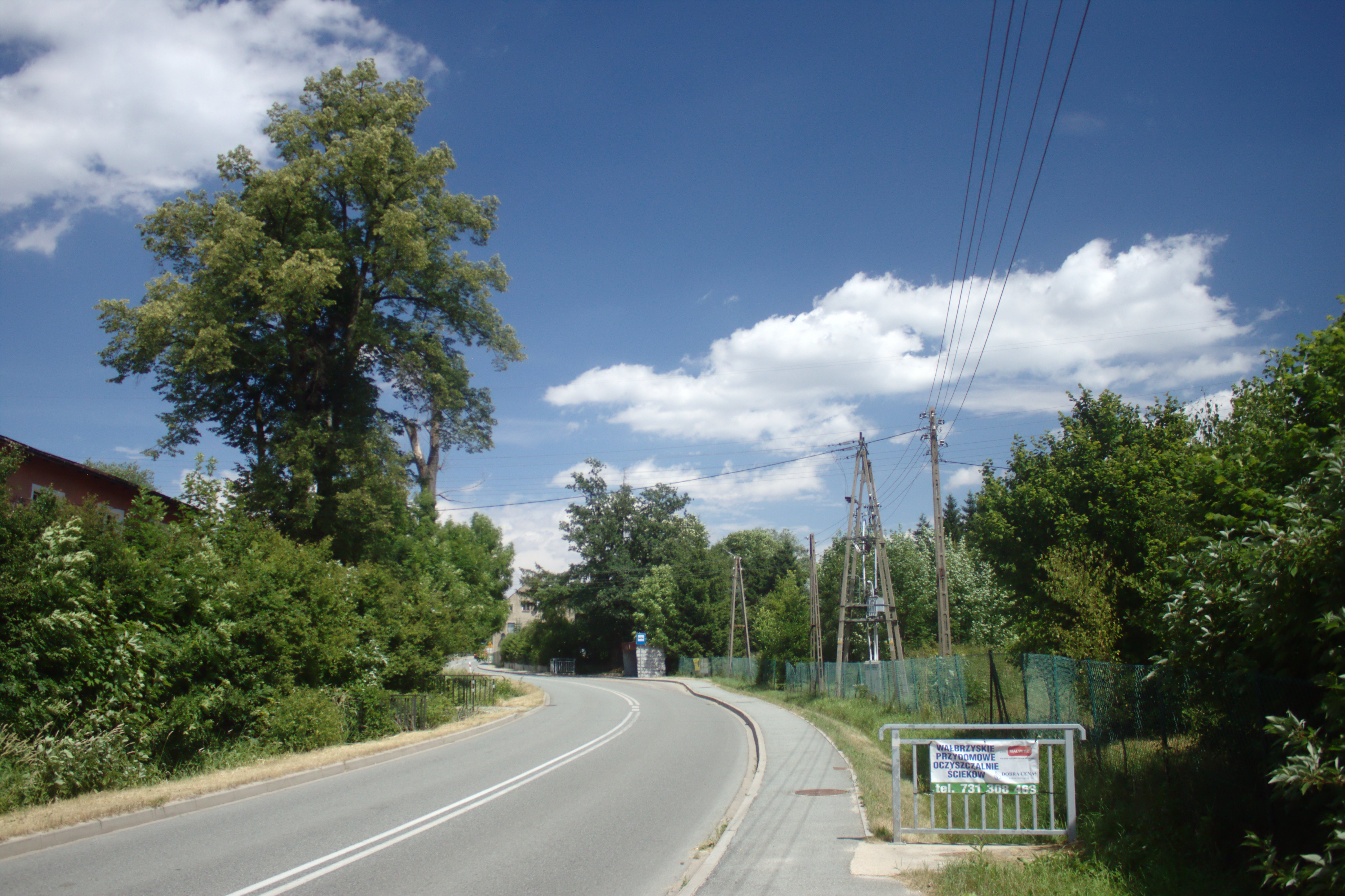
Hlavní silnice
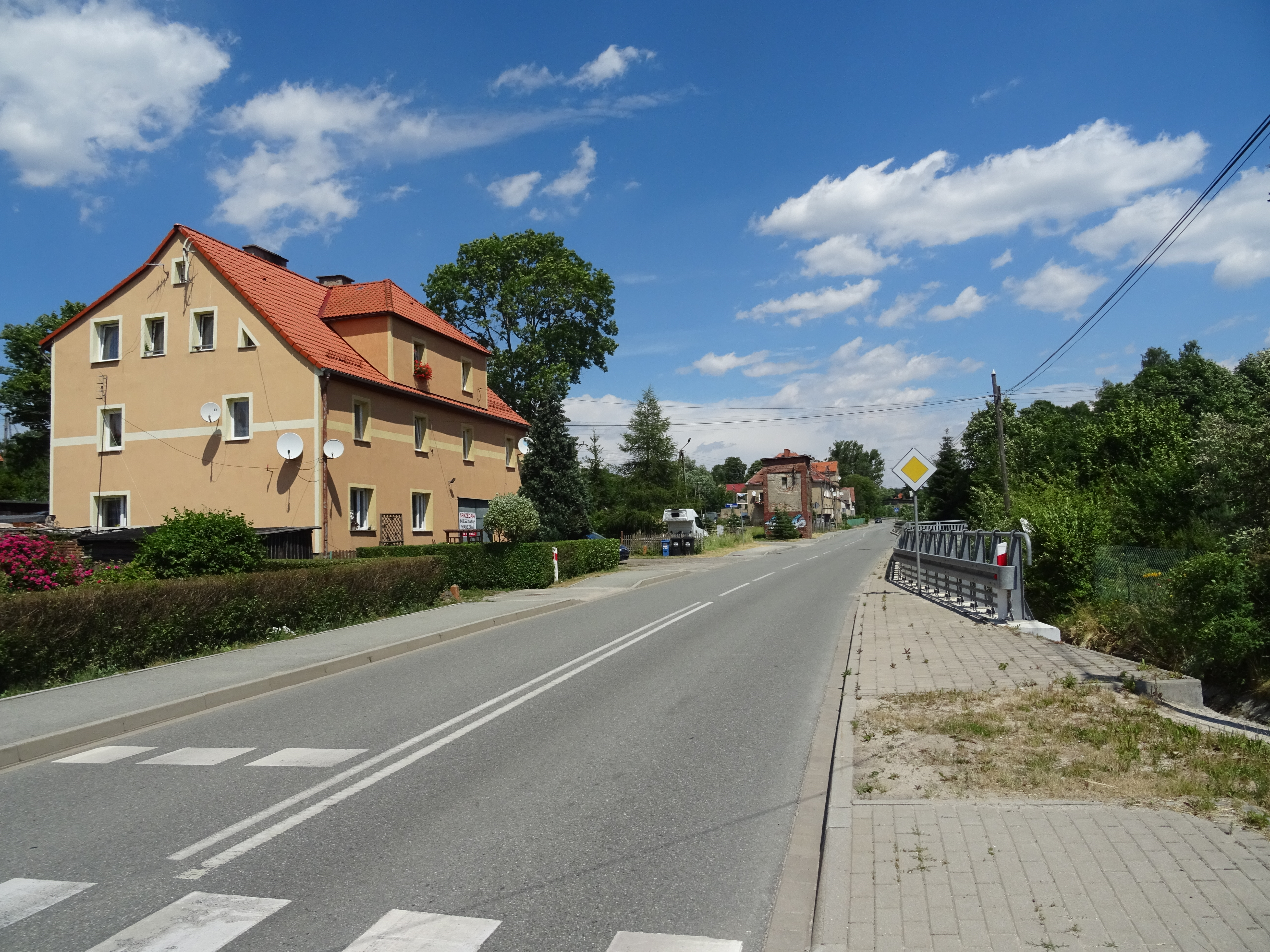
Dům u cesty
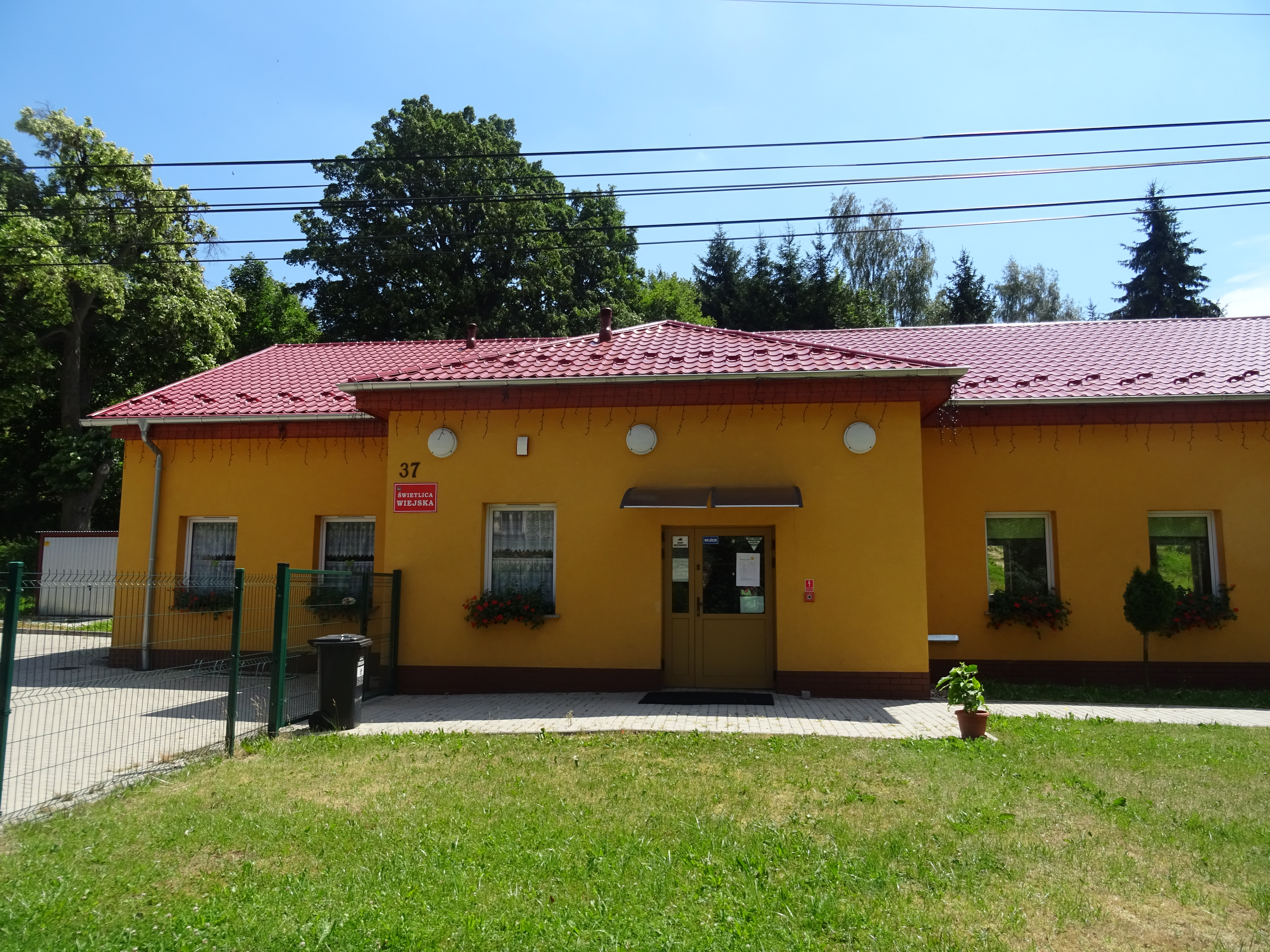
Kulturní dům